# Barnaszárnyú halkapó
A barnaszárnyú halkapó (Pelargopsis amauroptera) a madarak osztályának szalakótaalakúak (Coraciiformes) rendjébe, ezen belül a  jégmadárfélék (Alcedinidae) családjába tartozó faj.

## Rendszerezése
A fajt Oliver Paynie Pearson amerikai zoológus írta le 1841-ben, a Halcyon nembe Halcyon amauropterus néven. Helytelenül, néha szerepel Pelargopsis amauropterus néven is. 	

## Előfordulása
Dél- és Délkelet-Ázsiában, Banglades, India, Malajzia, Mianmar és Thaiföld területén honos. A természetes élőhelye homokos és köves tengerpartok, mangroveerdők, tölcsértorkolatok, valamint folyók, tavak és patakok környéke. Állandó nem vonuló faj.

## Megjelenése
Testhossza 32 centiméter, testtömege 162 gramm.
|  |

## Életmódja
Rákokkal és halakkal táplálkozik.